# Достопримечательность
Достопримеча́тельность — место, вещь или объект, заслуживающие особого внимания, знаменитые или замечательные чем-либо, например, являющиеся историческим наследием, художественной ценностью.
Примеры: места исторических событий, зоопарки, памятники, музеи и галереи, ботанические сады, здания и сооружения (например, замки, библиотеки, бывшие тюрьмы, небоскрёбы, мосты), национальные парки и заповедники, леса, парки развлечений, карнавалы и ярмарки, культурные события и т. п. Многие достопримечательности также являются ориентирами.
Достопримечательностями также могут быть места странных и необъяснимых явлений, например озеро Лох-Несс (благодаря Лох-Несскому чудовищу) в Шотландии или место предполагаемого крушения НЛО неподалёку от Розуэлла в США. Места предполагаемого появления привидений также являются достопримечательностями.
Места компактного проживания определённой этнической группы населения также могут стать достопримечательностями (например индейские резервации или китайские кварталы в некоторых городах).
Достопримечательность — это не просто памятник истории или искусства, но объект массового потребления, своеобразный конструкт, товар, созданный массовой культурой для удовлетворения запросов нового типа потребителя. Конструирование достопримечательностей включает ряд операций: переведение памятника из поля функционирования искусства в поле функционирования массовой культуры; упрощение, а порой и искажение смыслов, ценностей, значений; тиражирование и организация массового потребления; переведение из сферы незаинтересованного эстетического восприятия в сферу престижного потребления.
Достопримечательность «живёт» не в истории искусства, не в других узкопрофессиональных сферах, а в массовой культуре. Чем больше объект присваивается массовой культурой и уходит из сферы профессиональной, элитарной, тем более он известен, популярен, тем больше интереса он представляет для туриста.

## История
Понятие «достопримечательность» было разработано Джоном Мюрреем для путеводителей, которые начали выпускаться в его издательстве в Лондоне в 1836 году как часть концепции идеального планирования в индустрии туризма. Мюррей считал, что его путеводители должны были не только помочь туристам максимально легко добраться до места, но и дать возможность получить «поэтическое наслаждение» от осмотра достопримечательности. Идеи, предложенные Мюрреем, были подхвачены издательством Карла Бедекера. Основное отличие этих новых путеводителей по достопримечательностям от путевых очерков, известных как жанр ещё с римского времени, заключалось в том, что информация предоставлялась не как персонифицированный отчёт о проделанном маршруте, а как коллекция объективных фактов и субъективных впечатлений. Достопримечательности были ранжированы по системе звёзд, за основу которой была взята система восклицательных знаков М. Старке, чей путеводитель по Франции Мюррей издал в 1824 году. По этой системе путешественники должны были сами, сообразуясь со своими возможностями, интересами и достатком, планировать свой маршрут и его цели.

## Знак достопримечательности
Символ ⌘ используется в качестве знака достопримечательности в таких странах как Беларусь, Дания, Эстония, Финляндия, Германия, Исландия, Литва, Норвегия и Швеция, впервые появившись в подобном качестве в Скандинавии в 1960-х. Идею использования символа для обозначения «командной клавиши» на компьютерных клавиатурах (с середины 1980-х) приписывают дизайнеру Сюзан Каре. В системе Юникод символ обозначается как Place of Interest Sign (в переводе с англ. — «место расположения достопримечательности»).

## Охрана
В 1964 году была принята Венецианская хартия по вопросам сохранения и реставрации памятников и достопримечательных мест. С 1965 года существует Международный совет по сохранению памятников и достопримечательных мест (ИКОМОС). В 1983 году, по предложению ИКОМОС, Центр Культурного Наследия ЮНЕСКО объявил 18 апреля Международным днём охраны памятников и достопримечательных мест. Цель этого праздника заключается в том, чтобы напомнить о необходимости защиты и сохранения объектов культурного наследия и о бережном отношении к памятникам и достопримечательностям.